# فيسنتي دي باولا نيتو
فيسنتي دي باولا نيتو هو لاعب كرة قدم برازيلي، ولد في 10 سبتمبر 1979 في سالفادور في البرازيل. لعب مع شانغهاي غرينلاند شينهوا ونادي شينجيانغ تيانشان ليوبارد ونادي غويزهو رينهي.

## وصلات خارجية
- فيسنتي دي باولا نيتو على موقع قاعدة بيانات كرة القدم.إي يو (الإنجليزية)
- فيسنتي دي باولا نيتو على موقع Soccerway.com (الإنجليزية)
- فيسنتي دي باولا نيتو على موقع عالم كرة القدم.نت (الإنجليزية)